# Jacob Haugaard
Daniel Jacob Haugaard (nascut el 12 de maig de 1952 a Tvøroyri, Illes Fèroe) és un humorista, músic, cantant, lletrista, compositor, actor i polític danès-faroès. És mig feroès.
Fill del dissenyador Aage Haugaard i de la inspectora Hansina Kathrina H, va estudiar batxillerat a l' Elise Smiths School d'Aarhus el 1969, i secundària al Risskov Amtsgymnasium, on va assistir en el període 1969-74.
Ha treballat com a i.a. auxiliar de neteja, paleta, muntador, mariner, ajudant pedagog, mestre de casa i porter.

## Biografia

### Vida privada
En Jacob Haugaard és fill d'Aage i Hansina Kathrina Haugaard. El seu germà, Jan Haugaard, és arquitecte i ha conduït, organitzat i dirigit programes de fets per a TV2 i DR, entre ells Faktisk og Viden om.
En Haugaard està casat amb la Ilse Wilmot, i varen tindre un fill, Nicolai, que va morir l'any 2008 als 38 anys com a conseqüència de distròfia muscular.
Iniciada als 15 anys, en Jacob Haugaard va tenir una addicció a l'alcohol i l' haixix durant molts anys. El 1992, quan Ilse Wilmot l'havia abandonat a causa dels abusos, Haugaard es va plantejar suïcidar -se, però va decidir rebre tractament. Haugaard va estar durant cinc setmanes en una casa de tractament per alcohòlics a Falster. Na Ilse Wilmot va publicar el 2011 el llibre Sobreviure amb un alcohòlic - La meva vida amb Jacob Haugaard, que segons Berlingske és una "descripció sense pietat honesta i reveladora d'una relació amb un dels homes i animadors més famosos de Dinamarca".

### Carrera artística
A finals de la dècada de 1970 va estar actiu a la banda Sofamania, on feien una paròdia del punk amb cançons com "Casa meva no té excusat" (Mit hjem det har intet WC).
L'any 1980, després de la dissolució de Sofamania, en Jacob Haugaard, juntament amb el Claus Carlsen, formen el duo Haugaard i Carlsen, aconseguint gran èxit a Århus. Feien una comèdia musical esbojarrada, on tocaven la cançó "Haveje", que Kim Larsen immortalitza enmig de la nit. El 1984, Haugaard i Carlsen van publicar l'LP "Uden Sidestykke".
El 1984, havent conegut al Finn Nørbygaard a East Jutland Radio, van aparèixer en petits esbossos com a inspectors dels tramvies d'Aarhus, comprovant els bitllets de la gent amb el característic "jadak" ("sí, gràcies"). Aquests personatges es van repetir al programa d'entreteniment Lørdagskanalen de DR TV, on els dos jueus es van fer coneguts a nivell estatal.
També durant la dècada de 1980, els dos van actuar junts sota el nom de Finn & Jacob, i van fer les pel·lícules Jydekompagniet i Jydekompagniet 3. No hi havia Jydekompagniet 2, "perquè els 2 sempre es converteixen en un fracàs!".
La parella es va separar el 1989/90. Durant la dècada de 1990, però, es van poder veure en una sèrie d'espots, premiats per Tuborg Squash, concebuts pel Henrik Juul de l'agència de publicitat Wibroe, Duckert &amp; Partners. En els anuncis, en Jacob Haugaard apareix com a botiguer i Finn Nørbygaard com un client que té dificultats per pronunciar el nom del refresc.
El 1996, Haugaard i Carlsen produeixen una pel·lícula titulada Finn Og Jacob - På Vejen Igen que conté una sèrie de nous esbossos, vídeos musicals i els anuncis publicitaris més populars de Tuborg Squash amb la parella. La pel·lícula es va estrenar en VHS, i el 2004 es va tornar a estrenar en DVD. El 2005, els dos van tornar a aparèixer junts en una sèrie de programes d'entreteniment a la TV 2 danesa i també feren una gira amb un programa.
Des de casa seva, en Haugaard va dirigir la seva pròpia cadena de televisió al pati del darrere, fins que el 1994 va ser elegit membre del Folketing com a membre no adscrit i es va traslladar a Sjælland.
El Jacob Haugaard també va participar al Gran premi danés de cançó melòdica l'any 1999 amb la cançó "3 x Euro", escrita pel Michael Hardinger. El seu èxit més gran, però, és "Hammer Hammer Fat".
El 2010, va rebre el premi Tribini, de Dyrehavsbakken, atorgat a "un difusor d'humor que mostra una creativitat original en el seu treball amb matisos bojos i esbiaixats".

### Carrera política
En Jacob Haugaard va ser escollit repetidament des del 1979 al Folketing d' Århus Østkredsen com a representant de l'associació SABAE, l'Associació d'Elements del Núvol de Treball Conscient. Després de cada elecció, va utilitzar el suport del partit atorgat al partit per servir cervesa i embotits als seus electors.
Com a paròdia de les promeses electorals d'altres polítics, el programa electoral del Jacob Haugaard el 1994 contenia promeses de tot tipus:

#### Promeses electorals
- Vent de cua als carrils bici
- Millor temps
- Les porcions del temps dels animals congelats s'han de pagar als autobusos
- Erhard Jacobsen serà ministre del pont Ringgade a Aarhus
- La fragata Jylland s'ha de preparar per a la batalla (el vaixell es va restaurar completament el 1994)
- S'ha de reconstruir l'orinal davant d'Århus Musikhus (el 1986 es va construir un edifici de lavabos)
- Sense sexe a l'habitació del professor
- Regals de Nadal més grans per a tothom (Haugaard va gastar 20.000 en regals de Nadal per a la gent d'Aarhus. Incloent una dentadura i un conjunt de roba nou, cobert per TV2 East Jutland)
- Diverses balenes al fiord de Randers
- 3 doble temps de paraula per a Dohrmann l'any de handicap
- Més mobles renaixentistes a IKEA
- Les reserves de divises s'exposaran a Charlottenborg
- Bancs aptes per a seients a la plaça d'Odder
- Privatitzar l'arxiu de cartes: el primer pas en el rescat de Copenhaguen
- Aturar el deteriorament de les condicions de treball de Gorbatxov a la Unió Soviètica
- Admissió a Inner Mission: et poses excitat ballant
- Admissió a la Missió Interior: Jesús era en realitat alemany
- Concessió a la missió interior: la col dona aire a l'estómac
- Admissió a la Missió Interior: Un no pot viure sense diners avui
- Salva Copenhaguen! L'únic milió de ciutats del món on es parla danès
- Pel dret a ser estúpid
- La bogeria feliç és millor que la mossegada de la dent plana
- Utilitzeu primer els coets vells
- A les persones sense humor se'ls hauria de concedir una pensió d'invalidesa mitjana
- Treballadors de tots els països: pare!
- Reintrodueix l'esclat de Cap d'Any!
- La feina és una merda anunciada
- Els números rodons són números saludables
- Val més un pobre cavall que cap cavall
- Vota Per Kramer fora d'Aarhus
- Hem de gaudir segons la capacitat, i proveir segons la necessitat
- Holger Danske com a ministre de Treball: mai no ha tocat un dit
- Preben Elkjær com a mariscal de la cort
- Espai per a Trabier al carril d'avançament
- Pau l'orinal davant la Catedral a la classe A!
- Tubs de ciment a la presa d'Alrø
- Reclameu les banyes d'or de la logia maçònica
- Calderes elèctriques per a majors de 60 anys
- Escales mecàniques fins a Aarhus Philatelist Club
- Privatitzar l'assistència social: fa rendible donar diners
- Tots els propietaris d'habitatges unifamiliars amb soterrani han de tenir un presoner cadascun
- Margaret Thatcher com a seleccionador nacional; llavors els germans Laudrup tindran l'autoritat
- Menys dolor d'espatlles per als operadors de telefonia
- Cinturons de seguretat per als seients del Folketing.

 * Les promeses electorals es poden veure al Museu de la Ciutat d'Aarhus al nucli antic * 
Amb relació a la seva candidatura, en Paul Smith i ell han publicat els llibres Si el treball és sa, regaleu-lo als malalts! (1986) i Manual per a votants per primera vegada (1994).
A les eleccions generals del 21 de setembre de 1994, en Jacob Haugaard va ser elegit sorprenentment al comtat d'Aarhus amb 23.253 vots. Per tant, va ser el primer a ser elegit com a membre no adscrit en virtut de la Constitució de 1953 (amb l'excepció de Hans Schmidt, que va ser elegit tècnicament com a membre no adscrit a les eleccions generals de 1953, tot i que en realitat representava el Partit de Schleswig).
En Søren Hagen va pintar-li un retrat, que ell va vendre al Folketing per 50.000 corones. La pintura s'ha mostrat en moltes visites a Christiansborg. Amb una renovació el 2011 la pintura va ser retirada, però el 2012, però, el quadre es va tornar a penjar, i en Haugaard va afirmar en aquest sentit que podria servir com a "por eterna i advertència" que fins i tot "els bojos populistes" podrien ser elegits al Folketing.

## Discografia
- Sofamania - Århus by night 1977
- Sofamania 1978
- Sofamania 3, inèdit el 1980
- Els ganduls canten - potser! 1983
- Inigualable 1984
- Skalling de Malling i When mother 1988 (single)
- Ja dak 1988
- Jacob Haugaard canta 1994
- Així que la vida és el 1996
- Completament xinès 1997
- Estic molt feliç el 1999
- 20 cops de greix de martell 2000
- Jo i la meva família 2002
- Ballant amb Haugaard 2002
- A la meva casa 2009
- Amics 2014
- Indicació horaria 2017
- Demo 2021

## Filmografia
| Curs | Títol                                | Rol                  | Notes                                                                                 |
| ---- | ------------------------------------ | -------------------- | ------------------------------------------------------------------------------------- |
| 1987 | La batalla per la vaca vermella      | tubercle pagès Esben |                                                                                       |
| 1988 | Jydekompagniet                       | Jacob                | Finn Nørbygaard també hi participa.                                                   |
| 1989 | Jydekompagniet 3                     | Jacob                | Finn Nørbygaard també hi participa. No hi ha cap pel·lícula titulada Jydekompagniet 2 |
| 1992 | Jesús torna                          | Billy Graham         |                                                                                       |
| 1996 | Finn &amp; Jacob - En el camí de nou | Jacob                | Finn Nørbygaard també hi participa.                                                   |
| 2001 | Jolly Roger                          | José                 |                                                                                       |
| 2002 | Vells amb cotxes nous                | Erling               |                                                                                       |
| 2011 | L'últim viatge                       | Jacob                | Finn Nørbygaard també hi participa.                                                   |